# Atxa
|  | Aquest article tracta sobre l'espècie Cephalaria leucantha, per a d'altres significats vegeu Atxa (desambiguació). |

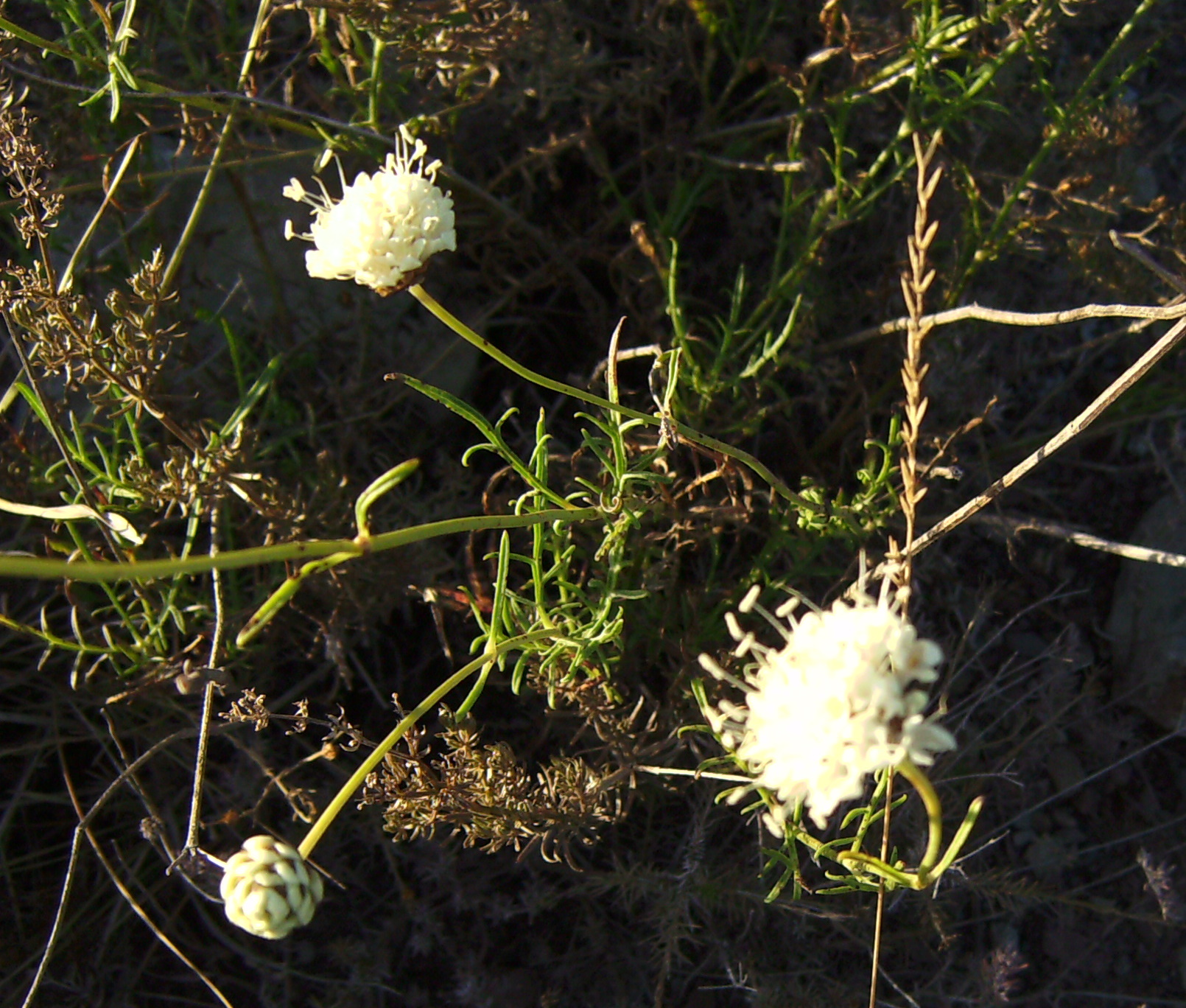
Faies a Castelltallat

L'atxa (Cephalaria leucantha) és una espècie de planta amb flors del gènere Cephalaria, dins la família de les caprifoliàcies, nativa d'Europa i el nord-oest d'Àfrica. Es troba presednt als Països Catalans, excepte a les Balears.
Addicionalment pot rebre els noms de cefalària, escabiosa, escabiosa blanca i falla. També s'han recollit les variants lingüístiques escabriosa, faia i retama.

## Descripció
És una planta herbàcia camèfita perenne erecta, sovint amb diverses tiges, de 50 a 150 cm d'alçada, les fulles són compostes i pinnatisectes, les flors, blanques, s'agrupen en inflorescències, capítols d'1,5 a 2,5 cm, la corol·la és blanca de 10-15 mm amb els estams exerts.
Floreix de juliol a setembre. El seu hàbitat correspon al de garrigues clares, fenassars, etc. principalment a les contrades del nord del Mediterrani des del nivell del mar fins als 1.400 metres d'altitud.

## Taxonomia

### Sinònims
Els següents noms científics són sinònims de Cephalaria leucantha:
- Sinònims homotípics

- Lepicephalus leucanthus (L.) Lag.
- Pycnocomon leucanthum (L.) Wallr.
- Scabiosa leucantha L.

- Sinònims heterotípics

- Cephalaria albescens (Willd.) Roem. & Schult.
- Cephalaria boetica Boiss.
- Cephalaria fragosoana Pau
- Cephalaria fragosoana var. angustisecta Pau
- Cephalaria leucantha var. albescens (Roem. & Schult.) DC.
- Cephalaria leucantha var. angustiloba DC.
- Cephalaria leucantha subsp. boetica (Boiss.) Nyman
- Cephalaria leucantha var. effusa Esteve
- Cephalaria leucantha var. fragosoana (Pau) Maire
- Cephalaria leucantha var. incisa DC.
- Cephalaria leucantha subsp. linearifolia (Lange) Nyman
- Cephalaria leucantha var. scabra Boiss.
- Cephalaria leucanthema Roem. & Schult.
- Cephalaria linearifolia Lange
- Cephalaria linearifolia var. serrata Lange
- Cerionanthus leucanthus Schott ex Roem. & Schult.
- Leucopsora leucantha Raf.
- Pycnocomon albescens Wallr.
- Pycnocomon boeticum Boiss.
- Scabiosa albescens Willd.
- Scabiosa heraclea Willd. ex Roem. & Schult.
- Scabiosa leucanthema Hill
- Scabiosa leucocephala Link
- Scabiosa rigida Mill.
- Succisa albescens (Willd.) Paxton
- Succisa leucantha Moench
- Succisa leucanthema (Roem. & Schult.) Paxton

## Usos
Amb aquesta planta es preparen tradicionalment les atxes o faies de la festa de la festa del Fia-Faia.